# Blastobasis magna
Blastobasis magna is een vlinder uit de familie spaandermotten (Blastobasidae). De wetenschappelijke naam is voor het eerst geldig gepubliceerd in 1952 door Amsel.
De soort komt voor in Europa.